# Voltaire (crater)
Voltaire este un crater de impact pe satelitul Deimos al lui Marte și are un diametru de aproximativ 3 km. Craterul Voltaire poartă numele de François-Marie Arouet, un scriitor francez Iluminist, care era mai bine cunoscut sub pseudonimul Voltaire, care în nuvela sa din 1752 „Micromégas” a prezis că Marte avea doi sateliți. Craterul Voltaire este una dintre cele două forme de relief numite de pe Deimos, celălalt fiind craterul Swift. Pe 10 iulie 2006, Mars Global Surveyor a făcut o imagine a lui Deimos de la 22,985 km depărtare, arătând craterul Voltaire și craterul Swift.

## Impact
Potrivit unui studiu din 2016 al lui Nayak și colab., impactul care l-a creat pe Voltaire a fost suficient pentru a crea cantități mari de resturi care au rămas pe orbita lui Marte timp de câteva sute de ani, înainte ca o cantitate substanțială să se ciocnească înapoi cu Deimos. Aceste impacturi au fost teoretizate de acest studiu ca fiind potențial suficient de extinse pentru a aduce la suprafață părți mari din Deimos, ceea ce complică eforturile de a data cu exactitate suprafața satelitului.

## Vezi si
- Swift (crater deimian)
- Sateliții naturali ai lui Marte
- Phobos (satelit)
- Deimos (satelit)